# Orane, Ivankiv
Orane (în ucraineană Оране) este localitatea de reședință a comunei Orane din raionul Ivankiv, regiunea Kiev, Ucraina.

## Demografie
Componența lingvistică a localității Orane
     Ucraineană (97,18%)
     Rusă (2,54%)
     Alte limbi (0,28%)
Conform recensământului din 2001, majoritatea populației localității Orane era vorbitoare de ucraineană (97,18%), existând în minoritate și vorbitori de rusă (2,54%).